# Brusio
Brusio (německy Brüs, lombardsky Brüsc) je obec ve švýcarském kantonu Graubünden, okresu Bernina. Leží v údolí Val Poschiavo v nadmořské výšce 780 metrů nad mořem. Žije zde přibližně 1 100 obyvatel.

## Geografie

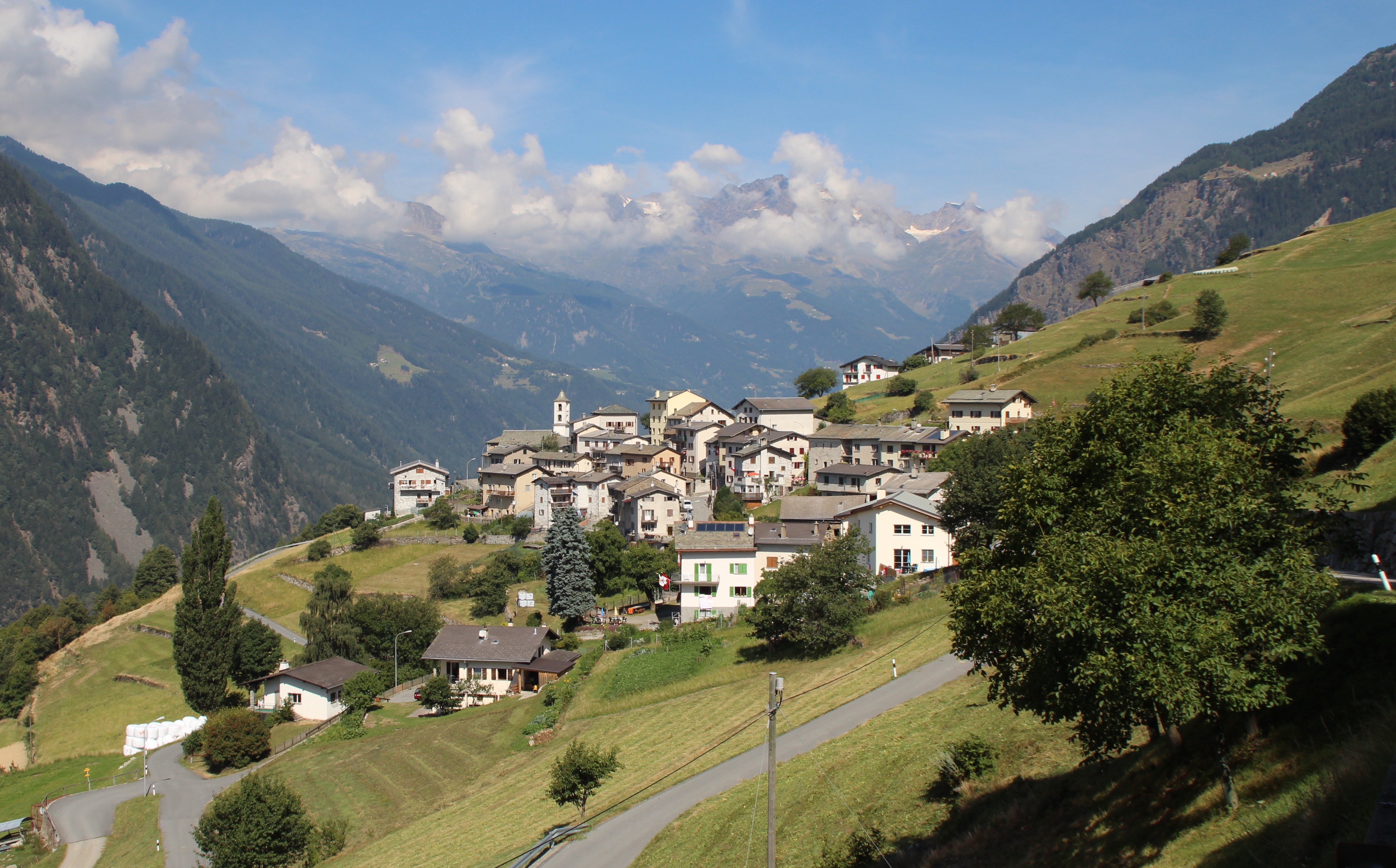
Vesnice Viano, jedna z částí obce

Obec se rozkládá na dolním toku řeky Poschiavino a sahá od jižního konce jezera Lago di Poschiavo až k italské hranici u Piattamaly, která je nejnižším bodem obce s nadmořskou výškou 517 m. Nejvyšším bodem je 2901 metrů vysoký Piz Combul.
Na dně údolí se nachází hlavní obec Brusio (780 m n. m.) a pod ní vesnice Campascio (637 m n. m.) a Campocologno (553 m n. m.) a vesnice Zalende. Na úzkých terasách nad údolními svahy, které se vyznačují suťovými svahy a volnými kaštanovými háji, leží vesnice Viano (1281 m n. m.) a Cavaione, roztroušené na extrémně strmých svazích v nadmořské výšce 1300 až 1550 m n. m. K obci patří také část vesnice Miralago a několik dalších usedlostí a horských osad.
V roce 1997 bylo 16,6 % území obce využíváno pro zemědělství, 54,1 % lesů a 2,3 % zastavěných ploch. Neproduktivní plocha činila 27,0 %.
Obec je ze tří stran obklopena italským územím. Sousedními obcemi kromě Poschiava jsou Grosotto, Vervio, Tirano, Villa di Tirano, Bianzone, Teglio a Chiuro, které patří do provincie Sondrio.

## Historie

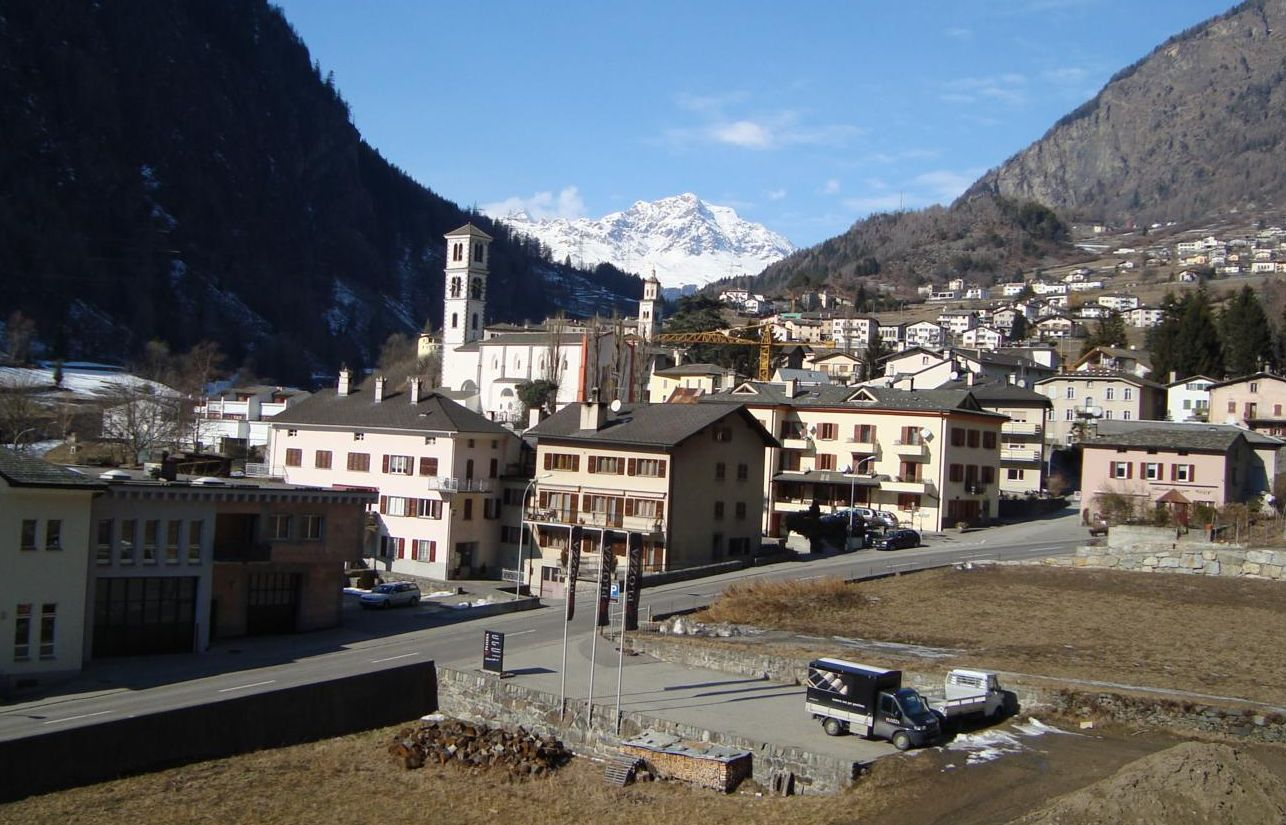
Pohled na centrum obce

Založení bratrstva San Romerio, o němž je první zmínka z roku 1055, sehrálo trvalou roli v osídlování a rozvoji této oblasti. Brusio je poprvé zmíněno v listině z roku 1106 jako Bruse. Význam názvu místa je nejistý, je možné, že vychází z keltského brŏga, tedy „oblast, hranice“, které bylo rozšířeno latinskou příponou -ūsǐum. V roce 1222 bylo zmíněno jako samostatná obec, kterou navenek zastupoval děkan. Od 14. století tvořila obec spolu s Poschiavem velkou údolní farnost (Cumün), která se v roce 1408 připojila ke Gotteshausbundu.
Od roku 1501 měla obec vlastní katolickou farnost a po roce 1590, v době reformace, byla založena evangelická farnost. Poté byli katolíci a protestanti zastoupeni téměř rovnoměrně. V době protireformace, během nepokojů v Graubündenu, v úterý 22. července 1620, vpadli militantní katoličtí valtelliniáni pod vedením Giacoma Robustelliho také do farnosti Poschiavo, kde s nimi spolupracovala část místního katolického vedení. Tato událost byla součástí vraždy ve Valtellině. V Brusiu zahynulo asi 30 reformovaných, velká část protestantské komunity však byla varována a mohla se stáhnout na planinu Cavaglia a odtud uprchnout do Engadinu. Rozhodnutí rozhodčího soudu v Graubündenu z roku 1642 umožnilo protestantům postavit si v roce 1645 vlastní kostel. V důsledku těchto událostí a zvýšené emigrace reformovaných klesl jejich podíl na obyvatelstvu do roku 1990 na 9 %.
Teprve v roce 1851 se Brusio odtrhlo od svazku s Poschiavem. Dřívější snaha o autonomii se neobešla bez jistého nechtěného humoru. Například v roce 1615 začali obyvatelé Brusia používat vlastní nově zhotovenou obecní pečeť, ale církev jim vzápětí sdělila, že na takovou pečeť nemají nárok.
Zprovoznění elektrárny Brusio (dnes součást koncernu Repower) v roce 1906 a Berninské dráhy v letech 1908–1910 vedly ve 20. století k hospodářskému rozmachu.

### Cavaione
Vesnici Cavaione postoupila Itálie Švýcarsku až v roce 1867 státní smlouvou a přidělila ji k obci Brusio. Státní hranice v údolí Val dal Saent byla stanovena až v roce 1863 a definitivně v roce 1876. Kromě otázky Dappentalu a Verenahofu (dnes součást obce Büttenhardt) se jedná o jedinou významnější úpravu územních hranic Švýcarska od roku 1815.

## Obyvatelstvo
| Rok            | 1850 | 1880 | 1900 | 1910 | 1941 | 1950 | 1980 | 2005 | 2010 | 2017 |
| Počet obyvatel | 1000 | 1158 | 1199 | 1320 | 1470 | 1528 | 1258 | 1198 | 1123 | 1135 |

V roce 2022 v obci žilo 1124 obyvatel. Za sto let mezi lety 1850 a 1950 se počet obyvatel výrazně zvýšil o 528 (52,8 %). V následujících třech desetiletích však opět prudce poklesl v důsledku stěhování do průmyslových center a turistických letovisek (mezi lety 1950–1980 úbytek -17,67 %). Tento vývoj pokračuje v mírnější podobě až do současnosti, takže v roce 2005 zde žil stejný počet obyvatel jako v roce 1900.

### Jazyky
Brusio je jednou z převážně italsky mluvících obcí v kantonu Graubünden. Úředním jazykem je zde italština, kterou hovoří velká většina obyvatel. Používán je alpský lombardský dialekt, tzv. Pus'ciavin. V roce 1900 jím mluvilo 96,16 % obyvatel. Od té doby se podíl jednotlivých jazyků téměř nezměnil, jak ukazuje následující tabulka:
| Jazyky v Brusiu |                   |                   |                   |                   |                   |                   |
| Jazyk           | Sčítání lidu 1980 | Sčítání lidu 1980 | Sčítání lidu 1990 | Sčítání lidu 1990 | Sčítání lidu 2000 | Sčítání lidu 2000 |
| Jazyk           | Počet             | Podíl             | Počet             | Podíl             | Počet             | Podíl             |
| Němčina         | 43                | 3,42 %            | 45                | 3,69 %            | 64                | 5,32 %            |
| Rétorománština  | 15                | 1,19 %            | 12                | 0,98 %            | 8                 | 0,67 %            |
| Italština       | 1 191             | 94,67 %           | 1 150             | 94,26 %           | 1 111             | 92,43 %           |
| Počet obyvatel  | 1 258             | 100 %             | 1 220             | 100 %             | 1 202             | 100 %             |

### Národnostní složení
Z 1198 obyvatel na konci roku 2005 bylo 1108 (92,49 %) švýcarských státních příslušníků.

## Zajímavosti

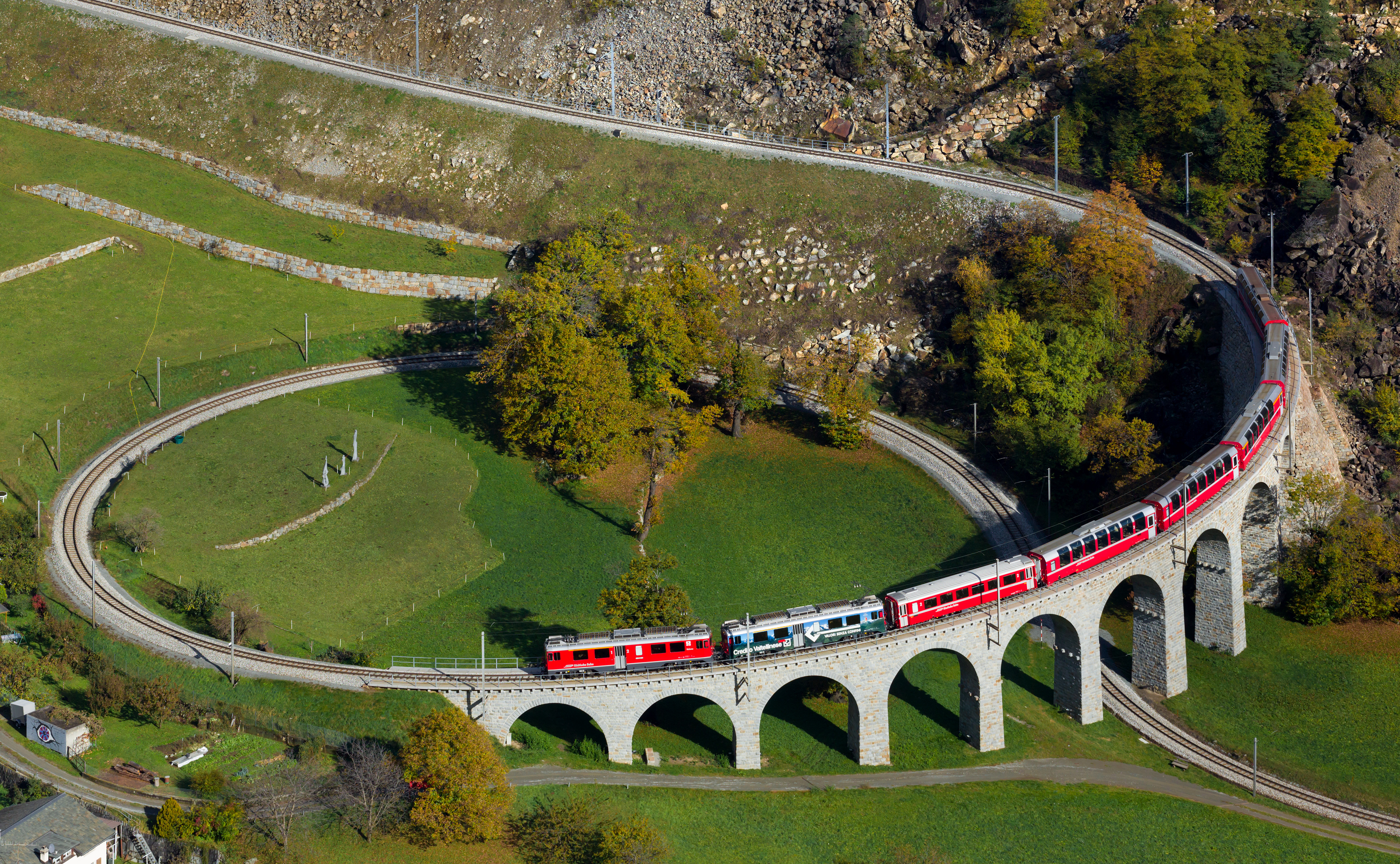
Kruhový viadukt v Brusiu

Na území obce se nachází známý kruhový viadukt, postavený v letech 1907–1908 na Berninské trati, spojující Svatý Mořic s Tiranem. Stavba smyčky, při které vlak nadjíždí sám sebe, umožnila zmírnit prudké klesání na trati bez nutnosti použití ozubnice či stavby nákladných tunelů.